# Kvachi Kvachantiradze
Kvachi Kvachantiradze (em georgiano:  კვაჭი კვაჭანტირაძე) é um romance do escritor georgiano Mijail Javajishvili, publicado em 1924.

## Personagens
- Kvachi Kvachantiradze
- Silibistro Kvachantiradze
- Pupi
- Notio
- Khukhu
- Budu Sholia
- Tsviri
- Beso Shiqia
- Jalil
- Grigori Rasputin
- Ladi Chikinjiladze
- Rebeca
- Elene
- Madame Lapoche

## Adaptações

### Teatro
- 1974: Kvachi Kvachandiradze - Actor - Erosi Manjgaladze